# هدمزوفازارهلي
هدمزوفازارهلي هي مدينة تقع في جنوب شرق المجر.في 2017 بلغ عدد سكان المدينة 44 ألف نسمة.